# Zhao Shuzhen
Zhao Shuzhen (赵淑珍; Harbin, 2 luglio 1934) è un'attrice cinese, conosciuta a livello internazionale per il ruolo interpretato in The Farewell - Una bugia buona.

## Biografia
Attrice teatrale, debutta in tarda età nel cinema, conquistando per la sua interpretazione del personaggio di Nai Nai in The Farewell - Una bugia buona diversi riconoscimenti tra cui il San Diego Film Critics Society Awards

## Filmografia
- The Farewell - Una bugia buona, (The Farewell), regia di Lulu Wang (2019)
- Zhi You Yun Zhi Dao, regia di Xiaogang Feng (2019)

## Riconoscimenti
- Chicago Film Critics Association Awards 2019
  - nominata a miglior attrice non protagonista per The Farewell – Una bugia buona (The Farewell)
- Critics' Choice Awards 2020
  - nominata a miglior attrice non protagonista per The Farewell – Una bugia buona (The Farewell)
- Dorian Awards 2020
  - nominata a miglior attrice non protagonista per The Farewell – Una bugia buona (The Farewell)
- Los Angeles Film Critics Association Awards 2019
  - nominata a miglior attrice non protagonista per The Farewell – Una bugia buona (The Farewell)
- Satellite Awards 2020
  - nominata a miglior attrice non protagonista per The Farewell – Una bugia buona (The Farewell)
- San Diego Film Critics Society Awards 2020
  - Miglior attrice non protagonista per The Farewell – Una bugia buona (The Farewell)